# Kat

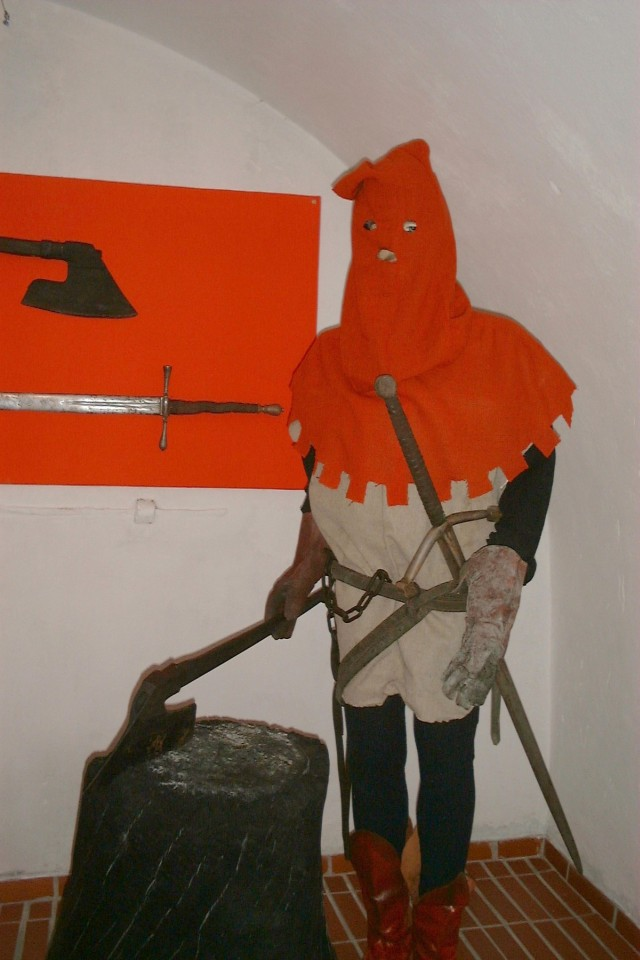
Obecně vžitá, leč historicky nepřesná představa kata

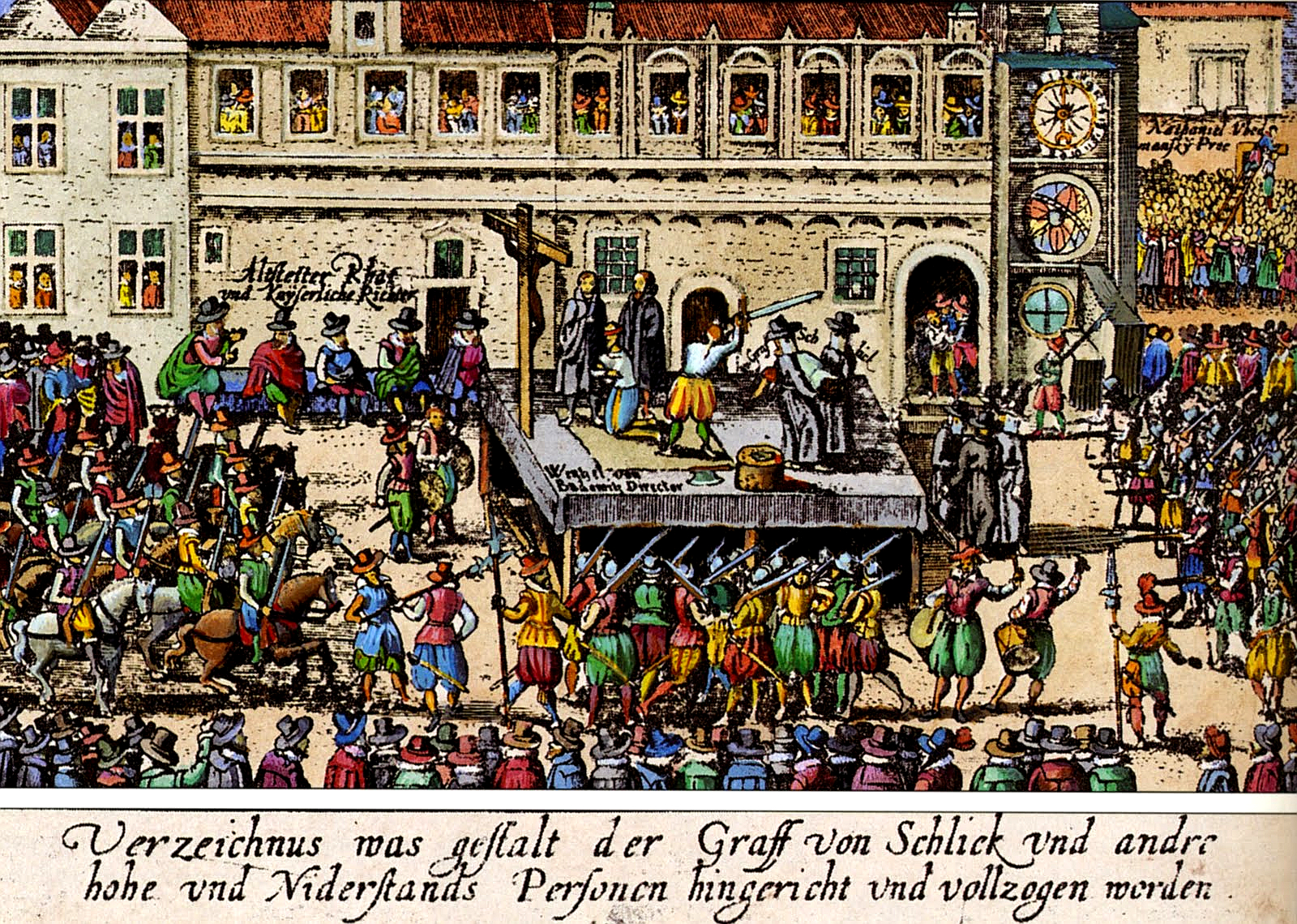
Kat Mydlář vykonávající exekuci

Kat (dříve také popravčí, mistr ostrého meče, mistr málodobrý) je člověk, který vykonává popravy lidí, kteří byli odsouzeni k trestu smrti. Kat také mučil odsouzené nebo vymáhal přiznání při výsleších obžalovaných. Ve středověku měla města své katy, kteří vykonávali tzv. hrdelní právo. Při práci mu pomáhali jeho pacholci. Často si je také půjčovali za úplatu z jiných měst. Vedle povolání kata vykonávali ještě další věci, jako např. práci pohodného (rasa), úklid stok aj. České slovo kat má nejasnou etymologii, předpokládá se, že souvisí se slovesy kácet a kotit, což by mohlo odkazovat na stínání. Ve starší češtině se užívalo pro popravčího nebo mučitele také slovo katan, zpravidla hanlivě. To však svým původem s katem nesouvisí, ale je přejímkou z maďarského katona „žoldák, (nájemný) voják“.
I když kat vykonával rozhodnutí městské rady (později soudů), hlavně ve středověku byl různě omezován. V hostincích a v kostele měli stranou vyhrazené místo, museli chodit většinou oblečeni v černé barvě, někdy museli být jen viditelně označeni. Často se stávalo, že museli bydlet za městem na samotě, Tomuto místu se lidově říkalo katovna. Díky svému řemeslu se vyznali v anatomii člověka, uměli léčit různé zlomeniny a jiná zranění.
Postupem času se názor lidí na toto povolání měnil a také různá omezení, která tito lidé museli pro své povolání trpět, zmizela a začali si k povolání kata přibírat ještě jiná zaměstnání. Tak byl např. Leopold Wohlschlager zlatník, Jan Piperger čalouník, Karel Huss léčitel, sběratel, kustod uměleckých sbírek na zámku Kynžvart.
Plat katů se různil. Města, která měla svého kata, je platila různě. Většinou dostával týdenní plat a poté za každý vykonaný úkon (popravu, výslech, mučení atd.) další částku, která byla stanovena podle náročnosti, například:
- Jindřichův Hradec r. 1506 – stínání 6 kop českých grošů,
- Hradec Králové r. 1510 – týdenní plat ve výši 8 českých grošů a min. od každé popravy dostal 30 českých grošů.

Smlouva pro výkon povolání (ukázka několika bodů z r. 1616):
- Aby se Pána všemohoucího bál, přikázání jeho svatá plnil a zachovával.
- Meč svůj anebo zbraň při sobě připásanou nosil tak, aby jej lid rozeznati mohl.
- Kdykoliv co Jeho Milost potřebovat ráčil, vyplniti musí.
- Kdyby kdokoliv dostal jakýkoliv trest, musí jej splniti.

## Druhy trestů a výslechů (výběr)
- oběšení
- stětí
- upálení na hranici
- lámání v kole (obvykle končilo smrtí)
- přibíjení za jazyk (ke kůlu, k šibenici)
- vyříznutí jazyka
- uříznutí uší nebo nosu
- useknutí ruky nebo nohy
- natahování na skřipec
- vypalování cejchu žhavým železem
- lámání končetin nebo prstů
- pálení ohněm nebo žhavým železem
- mrskání (bičování)

## Kati v českých zemích (výběr)
- Jan Mydlář (Praha)
- Jan Václav Mydlář (Praha)
- Jiří Gruber (Vysoké Mýto)
- Jakub Hay zvaný Jokel (Šumperk, Velké Losiny, Mohelnice)
- Antonín Nymburský (Písek)
- Josef Seyfried (Brno)
- Jan Piperger (popravčí mistr Království českého, po celém území)
- Leopold Wohlschlager (popravčí mistr Království českého, poté Československa, po celém území)
- Karel Huss (Most, Cheb)
- Alois Weiss (nacista, Praha-Pankrác)
- František Nenáhlo (Praha)
- Rudolf Pleskač (Brno, Uherské Hradiště a Znojmo)